# Ymer Pampuri
Ymer Pampuri (* 30. April 1944 in Tirana; † 18. Januar 2017 in Tirana) war ein albanischer Gewichtheber und Teilnehmer an den Olympischen Spielen 1972 in München. Dabei wurde er letzter Gewinner bei Weltmeisterschaften im Drücken. Diese Disziplin wird seither nicht mehr praktiziert, weshalb sein olympischer Rekord von 1972 weiterhin in Kraft ist.
Ymer Pampuri hatte schon mit sieben Jahren Auftritte als Akrobat im Zirkus seiner Heimatstadt Tirana. Ernsthaft wurde es mit dem Gewichtheben, nachdem in Albanien ab Mitte der 1960er Jahre moderne Trainingsmethoden aus China eingeführt worden waren.
Einen ersten internationalen Auftritt hatte er bei den Europameisterschaften 1972 in Constanța, Rumänien. Er holte dabei Silber im Drücken, wobei er wie der Gewinner 125 Kilogramm erreichte. Im gleichen Jahr nahm er an den Olympischen Spielen in München teil – Albanien schickte damals zum ersten Mal eine Delegation zu Olympischen Spielen. Pampuri brach in München – wie auch Dito Schanidse aus der Sowjetunion und der Bulgare Norair Nurikjan  – mit 127,5 Kilogramm den olympischen Rekord im Drücken, was als Weltmeistertitel in dieser Disziplin gewertet wurde. Da in Albanien jedoch der Dreikampf, wie er bei Olympischen Spielen durchgeführt wird, nicht praktiziert wurde, fiel Pampuri nach dem Stoßen und Reißen auf Platz 9 zurück. Pampuri erklärte, dass sie im abgeschlossenen Albanien von sämtlichen Informationen abgeschnitten gewesen seien. Auch die Konkurrenten und die Bestmarken kannten sie nicht. Auch von Doping habe er zuvor noch nie gehört.
Später arbeitete er wieder als Clown in Tirana. 1981 hörte er mit dem Sport auf. Er starb im Januar 2017 und galt in seiner Heimat immer noch als Sportsheld, der viele nationale Rekorde gebrochen hatte.
2002 ist in Albanien eine Briefmarke mit seinem Porträt und einem auf den olympischen Rekord verweisenden Text herausgegeben worden. Albanien hat Pampuri mehrere Auszeichnungen verliehen. Er musste sich aber auch behördlich maßregeln lassen, da er in München ausländischen Medien Interviews gegeben hatte.